# ساخت فرانسه (فیلم)
ساخت فرانسه (به انگلیسی: Made in France) یک فیلم سینمایی فرانسوی در ژانر درام، جنایی و تریلر محصول سال ۲۰۱۵ به کارگردانی نیکلاس بوخریف است. فیلمبرداری از ۲۵ اوت ۲۰۱۴ در پاریس آغاز شد. و در ۳ اکتبر ۲۰۱۴ تمام شد. این فیلم نخستین حضور خود را در بیستمین جشنواره بین‌المللی فیلم بوسان در اکتبر ۲۰۱۵ داشت.  

## داستان
سام ، یک روزنامه نگار آزاد و خلاقیت است که تصمیم به تحقیق در مورد پدیده رو به رشد جوانان ناامید برای پیوستن به گروه‌های افراطی اسلامی گرفته است. وی به گروهی از چهار جوان که وظیفه ایجاد یک سلول جهادی را بر عهده دارند ، نفوذ کرده و ماموریت آنها بی‌ثبات کردن مرکز شهر پاریس است.  

## انتشار
این فیلم در تاریخ ۲۹ ژانویه ۲۰۱۶ به صورت ویدئو هنگام درخواست در تی‌اف۱ منتشر شد. 